# 朱锐斌
朱锐斌（英語：Chu Yui-Pan，10月3日—），香港电视剧导演。1991年加入TVB担任副导演的工作，1996年加入中国星集团成为导演。之后前往内地继续导演工作。截至2021年，其已经参与执导了50部影视作品。其代表作品包括《青云志》、《香蜜沉沉烬如霜》、《冰糖炖雪梨》、《長歌行》、《與君初相識·恰似故人歸》、《寧安如夢》等热播剧。

## 电视剧作品
- 2025年：《白月梵星》
- 2023年：《宁安如梦》[5]、《惜花芷》
- 2023年：《星落凝成糖》[6]
- 2022年：《與君初相識·恰似故人歸》[7]
- 2021年：《长歌行》[3]
- 2020年：《冰糖炖雪梨》[8]
- 2019年：《热血少年》[9]
- 2018年：《香蜜沉沉烬如霜》[10]
- 2017年：《大话西游之爱你一万年》[11]
- 2016年：《青云志》、《青云志2》[12]
- 2015年：《班淑传奇》[13]
- 待补充